# Saint-Hilaire-de-Gondilly
Saint-Hilaire-de-Gondilly é uma comuna francesa na região administrativa do Centro, no departamento Cher. Estende-se por uma área de 19,5 km². Em 2010 a comuna tinha 169 habitantes (densidade: 8,7 hab./km²).